# Christian Mantey
Pour les articles homonymes, voir Mantey.
Christian Mantey, né le 5 septembre 1941 dans le 14e arrondissement de Paris, est un écrivain français, auteur de roman policier et de roman d'anticipation.

## Biographie
Avant d'être écrivain à temps plein, il exerce une multitude de petits boulots : « grouillot » dans un cabinet de métreurs, monteur de chaudières, apprenti-métreur dans une société de chauffage et de climatisation, engagé pour trois ans dans les Sapeurs Pompiers de Paris, employé à la sécurité incendie chez Citroën, vendeur de journaux, régisseur pour une société de production de documentaires et films, bouquiniste.
En 1969, il écrit son premier roman, Un safari pas comme les autres, publié dans la collection Spécial Police du Fleuve noir. Il en signe dix-sept au total pour cette même collection jusqu'en 1984.
Entre-temps, en 1976, il commence à écrire des romans d'anticipation publiés dans la collection Fleuve Noir Anticipation. Écrivain prolifique de science-fiction, il utilise plusieurs pseudonymes, notamment Zeb Chillicothe qu'il partage avec Joël Houssin, Serge Brussolo, Pierre Dubois et Jacques Barbéri.

## Œuvre

### Romans

#### Romans policiers
- Un safari pas comme les autres, Fleuve noir, coll. « Spécial Police » no 738 (1969)
- Le Même, en noir, Fleuve noir, coll. « Spécial Police » no 783 (1970), réédition avec le no 1633 (1981)  (ISBN 2-265-01567-9)
- L'Encagé volontaire, Fleuve noir, coll. « Spécial Police » no 845 (1971), réédition avec le no 1688 (1981)  (ISBN 2-265-01809-0)
- Les Arcans, Fleuve noir, coll. « Spécial Police » no 882 (1971), réédition avec le no 1821 (1983)  (ISBN 2-265-02365-5)
- Le Dernier Bravo, Fleuve noir, coll. « Spécial Police » no 923 (1972)
- Commission desperados, Fleuve noir, coll. « Spécial Police » no 953 (1972), réédition avec le no 1835 (1983)  (ISBN 2-265-02427-9)
- Les Aussi Pires, Fleuve noir, coll. « Spécial Police » no 1052 (1973)
- Meurtre à la ligne, Fleuve noir, coll. « Spécial Police » no 1093 (1974)
- Six personnages en quête d'un tueur, Fleuve noir, coll. « Spécial Police » no 1106 (1974)
- Poupée de sire, volées de plomb, Fleuve noir, coll. « Spécial Police » no 1113 (1974)
- Un chasseur dans la ville, Fleuve noir, coll. « Spécial Police » no 1155 (1975)
- Témoin, Fleuve noir, coll. « Spécial Police » no 1179 (1975)
- Mourir à Cefalu, Fleuve noir, coll. « Spécial Police » no 1233 (1976), réédition avec le no 1731 (1982)  (ISBN 2-265-01977-1)
- Moi, un flic..., Fleuve noir, coll. « Spécial Police » no 1325 (1977)  (ISBN 2-265-00306-9)
- Timothy superflingue, Fleuve noir, coll. « Spécial Police » no 1383 (1978)  (ISBN 2-265-00554-1)
- De l'autre côté d'ailleurs, Fleuve noir, coll. « Spécial Police » no 1400 (1978)  (ISBN 2-265-00618-1)
- Mégalopolice, Fleuve noir, coll. « Spécial Police » no 1916 (1984)  (ISBN 2-265-02857-6)

#### Romans d'anticipation signés Christian Mantey

##### SérieTitch
- Titcht, Fleuve noir, coll. « Fleuve Noir Anticipation » no 1093 (1981)  (ISBN 2-265-01732-9)
- L'Effet Halstead, Fleuve noir, coll. « Fleuve Noir Anticipation » no 1193 (1983)  (ISBN 2-265-02156-3)
- Wild life connection, Fleuve noir, coll. « Fleuve Noir Anticipation » no 1219 (1983)  (ISBN 2-265-02234-9)
- No man's land, Fleuve noir, coll. « Fleuve Noir Anticipation » no 1280 (1984)  (ISBN 2-265-02515-1)

##### Autre roman d'anticipation signé Christian Mantey
- Transit pour l'infini, Fleuve noir, coll. « Fleuve Noir Anticipation » no 728 (1976)  (ISBN 2-265-00078-7)
- Black planet, Fleuve noir, coll. « Fleuve Noir Anticipation » no 755 (1976)

#### Romans d'anticipation signés Budy Matieson ( Pierre Dubois et Christian Mantey )

##### SérieChroniques du retour sauvage
- Survivance, Fleuve noir, coll. « Fleuve Noir Anticipation » no 1019 (1980)  (ISBN 2-265-01403-6)
- Shea, Fleuve noir, coll. « Fleuve Noir Anticipation » no 1135 (1982)  (ISBN 2-265-01908-9)

#### Romans d'anticipation signés J. Ch Bergman ( Jean-Philippe Berger et Christian Mantey )
- Palowstown, Fleuve noir, coll. « Fleuve Noir Anticipation » no 914 (1979)  (ISBN 2-265-00976-8)
- Homme, sweet homme..., Fleuve noir, coll. « Fleuve Noir Anticipation » no 952 (1979)  (ISBN 2-265-01136-3)
- Apocalypse snow, Fleuve noir, coll. « Fleuve Noir Anticipation » no 993 (1980)  (ISBN 2-265-01296-3)

#### Romans d'anticipation signésJeffrey Lord

##### SérieBlade, Voyageur de l'Infini
- Le Clone d'Uberaba, Éditions Vauvenargues, coll. « Blade » no 115 (1997)  (ISBN 2-7443-0070-5) (faussement attribué à Yves Chéraqui)
- Le Souffle de pierre, Éditions Vauvenargues, coll. « Blade » no 118 (1998)  (ISBN 2-7443-0115-9)
- Le Cimetière des hommes machines, Éditions Vauvenargues, coll. « Blade » no 120 (1998)  (ISBN 2-7443-0146-9)
- Les Rebelles de Terra Nova, Éditions Vauvenargues, coll. « Blade » no 122 (1998)  (ISBN 2-7443-0185-X)
- Les Titans de Jadalgad, Éditions Vauvenargues, coll. « Blade » no 127 (1999)  (ISBN 2-7443-0317-8)
- Les Convulsions du temps, Éditions Vauvenargues, coll. « Blade » no 130 (2000)  (ISBN 2-7443-0478-6)
- L'Agonie de la planète sans ciel, Éditions Vauvenargues, coll. « Blade » no 132 (2000)  (ISBN 2-7443-0480-8)
- Le Dieu nu de Belina, Éditions Vauvenargues, coll. « Blade » no 138 (2001)  (ISBN 2-7443-0552-9)
- L'Empire du milieu, Éditions Vauvenargues, coll. « Blade » no 143 (2002)  (ISBN 2-7443-0719-X)
- Le Dieu de Rialta,  Éditions Vauvenargues, coll. « Blade » no 148 (2002)  (ISBN 2-7443-0770-X)
- Le Temps noir, Editions Vauvenargues, coll. " Blade " no 153 (2004)  (ISBN 2-7443-0883-8) (faussement attribué à Yves Chéraqui)

#### Romans d'anticipation signés Zeb Chillicothe

##### SérieLa Saga de l'arche
- Destination apocalypse, Presses de la Cité, coll. « Jag » no 23 (1989)  (ISBN 2-258-03074-9)
- La Mort métal, Éditions Vaugirard,coll. « Jag » no 24 (1990)  (ISBN 2-285-00136-3)
- Métalmorphose, Éditions Vaugirard,coll. « Jag » no 25 (1990)  (ISBN 2-285-00164-9)
- Les Faiseurs d'acier, Éditions Vaugirard,coll. « Jag » no 26 (1990)  (ISBN 2-285-00185-1)
- Les Naufragés de l'arche, Éditions Vaugirard,coll. « Jag » no 27 (1990)  (ISBN 2-285-00342-0)

##### SérieL'Univers du barillet
- L'Univers du barillet, Éditions Vaugirard,coll. « Jag » no 28 (1991)  (ISBN 2-285-00369-2)
- Les Portes de lumière, Éditions Vaugirard,coll. « Jag » no 29 (1991)  (ISBN 2-285-00666-7)
- Les Loups d'Osborne, Éditions Vaugirard,coll. « Jag » no 30 (1991)  (ISBN 2-285-00653-5)
- Noire Prairie, Éditions Vaugirard,coll. « Jag » no 31 (1992)  (ISBN 2-285-00718-3)
- Ceux du miroir, Éditions Vaugirard,coll. « Jag » no 32 (1992)  (ISBN 2-285-00819-8)
- L'Oiseau de cristal,Éditions Vaugirard,coll. « Jag » no 33 (1992)  (ISBN 2-285-00838-4)
- Les Guerriers de verre, Éditions Vaugirard,coll. « Jag » no 34 (1994)  (ISBN 2-285-00931-3)

##### Autres romans
- Jag le félin, Éditions Plon, coll. « Jag » no 1 (1985) coécrit avec Pierre Dubois  (ISBN 2-265-00284-4)
- Le Collier de la honte, Éditions Plon,  coll. « Jag » no 2 (1985) coécrit avec Pierre Dubois  (ISBN 2-259-01331-7)
- La Compagnie des os, Éditions Plon, coll. « Jag » no 3 (1985) coécrit avec Pierre Dubois  (ISBN 2-259-01347-3)
- La Poudre de vie, Éditions Plon, coll. « Jag » no 4 (1985) coécrit avec Joël Houssin  (ISBN 2-259-01368-6)
- Le Peuple ailé, Éditions Plon, coll. « Jag » no 5 (1986) coécrit avec Joël Houssin  (ISBN 2-259-01392-9)
- Le Monde fracturé, Éditions Plon, coll. « Jag » no 6 (1986) coécrit avec Joël Houssin  (ISBN 2-259-01463-1)
- La Ville piège, Éditions Plon, coll. « Jag » no 7 (1986) coécrit avec Joël Houssin  (ISBN 2-265-05503-4)
- Les Hommes tritons, Éditions Plon, coll. « Jag » no 8 (1986) coécrit avec Serge Brussolo  (ISBN 2-259-01497-6)
- La Cité de fer, Éditions Plon, coll. « Jag » no 9 (1986) coécrit avec Joël Houssin  (ISBN 2-259-01519-0)
- Les Tourmenteurs, Éditions Plon, coll. « Jag » no 10 (1987) coécrit avec Serge Brussolo  (ISBN 2-259-01587-5)
- Le Maître des orages, Éditions Plon, coll. « Jag » no 11 (1987) coécrit avec Joël Houssin  (ISBN 2-259-01602-2)
- Le Doigt du seigneur, Éditions Plon, coll. « Jag » no 12 (1987)  (ISBN 2-259-01638-3)
- Le Cœur noir, Éditions Plon, coll. « Jag » no 13 (1987) coécrit avec Joël Houssin  (ISBN 2-259-01675-8)
- Les Enfants du feu, Éditions Plon,coll. « Jag » no 14 (1987) coécrit avec Serge Brussolo  (ISBN 2-259-01817-3)
- Les Yeux d'encre, Presses de la Cité,  coll. « Jag » no 15 (1988) coécrit avec Joël Houssin  (ISBN 2-258-02173-1)
- Les Vierges de pierre, Presses de la Cité, coll. « Jag » no 16 (1988)  (ISBN 2-258-02265-7)
- L'île de lune, Presses de la Cité, coll. « Jag » no 17 (1988)  (ISBN 2-258-02283-5)
- Désert mécanique, Presses de la Cité, coll. « Jag » no 18 (1988)  (ISBN 2-258-02511-7)
- Les Mangeurs d'âmes,Presses de la Cité, coll. « Jag » no 19 (1989)  (ISBN 2-258-02671-7)
- Les Ventres mous, Presses de la Cité, coll. « Jag » no 20 (1989)  (ISBN 2-258-02802-7)
- Station labyrinthe, Presses de la Cité, coll. « Jag » no 21 (1989) coécrit avec Jacques Barbéri  (ISBN 2-258-02842-6)
- Cloaque bay, Presses de la Cité, coll. « Jag » no 22 (1989)  (ISBN 2-258-02855-8)

#### Littérature érotique signée Pierre Pauhljac
- L'Amour à quatre mains, Éditions Garancière, coll. « Les Érotiques de Gérard de Villiers » no 55 (1988)  (ISBN 2-258-02387-4)

#### Bande dessinée ( Dessin Cyrille Ternon - Scénario  Jean-Blaise Djian et Christian Mantey )
- Retour de manivelle, Tome 2 de la série Silien Melville, Vents d'Ouest, coll. « Turbulences » (2001)  (ISBN 9782749305592)

## Filmographie

### Scénario
- 1995 : Victoire aux poings, épisode de la série télévisée Van Loc : un grand flic de Marseille

## Sources
: document utilisé comme source pour la rédaction de cet article.
- Claude Mesplède (dir.), Dictionnaire des littératures policières, vol. 2 : J - Z, Nantes, Joseph K, coll. « Temps noir », 2007, 1086 p. (ISBN 978-2-910-68645-1, OCLC 315873361), p. 294.